# 被取代的科學理論

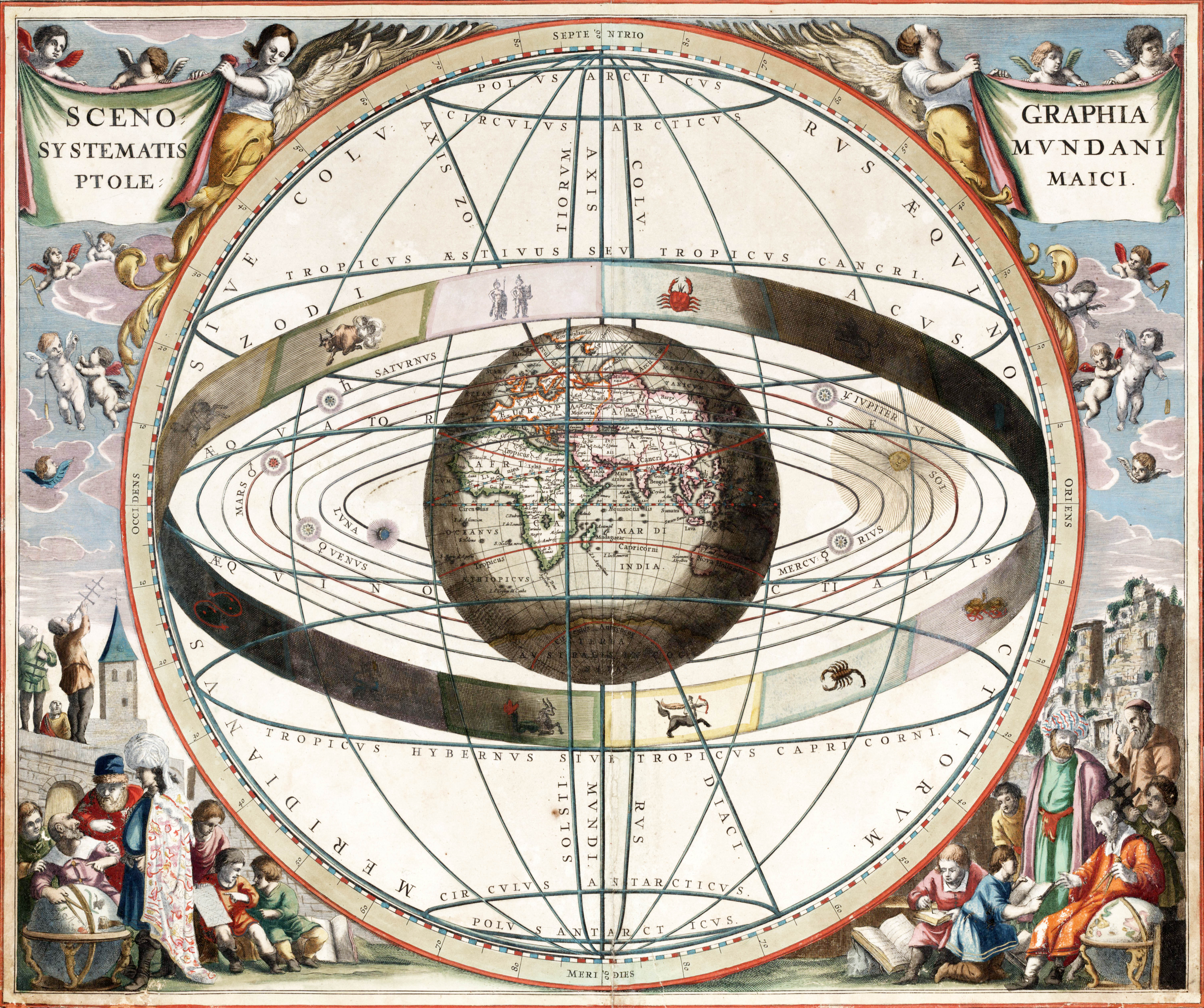
地心說是著名的已被否定的宇宙體系

此條目列出曾獲得廣泛共識的理論及學說，但被現今科學認定為現實的不完全或錯誤的解讀。因此偽科學和邊綠科學等未曾獲廣泛共識的理論不算在內。另外也不包括李森科主義等部分地方的被操縱或扭曲的研究。
一個好的科學理論具可測試性及會作出能被否證的假說，因此學說中若有較多被取代的理論，一定程度上顯示該學說的研究使用了良好的科學方法，反之亦然。另外，一些不充分或不準確的理論或模型有時仍會於現今使用。例如經典力學不足以描述原子大小、接近光速或極大質量的物體，但這套理論仍會被傳授和和一般情況中使用。又如地平說雖已被否證，但在小尺度的測量和地圖繪製中使用該模型也不會造成大誤差。

## 被取代的理論

### 生物學
- 自然發生：生物體自然產生，無需經過相似物種的遺傳。被路易·巴斯德1859的實驗否證。[4]
- 拉馬克主義：以「獲得性遺傳」和「用進廢退說」為主，生物經常使用的器官會逐漸發達，反之會退化，其成果遺傳給下一代。被孟德爾遺傳學取代。
- 活力論：生命有自我決定的能力，依循物理及化學外攸關生機的原理，只有生物才可以從無機物合成有機物。但弗里德里希·維勒於1828年成功由氰酸銨合成尿素。[5]
- 胎內感應：母親的精神力量能改變胎兒的性別等特質。隨遺傳學的發展而被否定。
- 生成論：生物的配子具有其細小但功能完全的個體。隨細胞學說被否定。[6]
- 復演理論：個體的胚胎發育復演其祖先的進化過程。由於胚胎的不同部分能以不同分式發育等原因已被否定。[7]
- 先父遺傳：子女會繼承母親前任配偶的特徵。基於不同物種進行的實驗[8]及家庭統計調查[9]已否定該理論。
- 源出亞洲說：現代人類源於亞洲。今最廣為接受的模型為現代人類晚近非洲起源說。[10]

### 化學
- 熱質說：熱是一種稱為熱質的無質量的氣體。詹姆斯·普雷斯科特·焦耳導體發熱的實驗顯示熱是一種能量的形式。[11]
- 燃素说：任何物質在燃燒時會釋放出燃素。安東萬-羅倫·德·拉瓦節在1777年的《燃燒概論》[12]和1778年的《酸性概論》[13]中指出燃燒是物質和空氣中約占五分之一的氧氣反應的結果。
- 古典元素：是構成世界上所有物質的最基本實體或能量，最廣為人知的是亞里士多德的五元素說：火、水、土、氣、乙太。1661年羅伯特·波義耳駁斥此論並指出自己對元素的定義。而於1789年安東萬-羅倫·德·拉瓦節亦定義了元素並總結出33種（雖部分為能量或化合物）。[14]:636-637
- 約翰·道耳頓的原子理論第二點：同種元素的原子具有相同的大小，質量和性質。不同元素的原子是不同的，即元素性質由組成它們的原子決定。隨同位素及同素異形體的概念被否定。

### 物理
- 外射說：柏拉圖認為視力源於眼睛發出的射線。[15]海什木為首位解釋視力源於光從物件反射至眼睛的人。[16]
- 亞里士多德物理學：延續了近兩千年的物理理論，而海什木、 阿維森納、讓·布里丹、伽利略、笛卡兒、牛頓等的發現使人們逐漸認識到其謬誤。[17]
- 托勒密的折射定律：被斯涅耳定律取代。
- 發射理論：華特·里茲等於20世紀初提出的若干理論以解釋迈克耳孙-莫雷实验，並質疑了在所有慣性參考系中光速不變的理論。後為多數科學家所否定。[18][19]

### 天文學及宇宙學
- 地心說：所有天體繞着地球旋轉。被尼古拉·哥白尼的日心說取代。
- 哥白尼系统（早期日心說）：哥白尼在1543年通过整理先前各类理论及哲学理论，而正式提出。由于其认为行星轨道为正圆，不够精确，遂被取代。
- 第谷系統（英语：Tychonic system）：第谷于1588年提出的轨道理论，但由于其拒绝接纳日心说，遂被取代
- 穩態理論：隨著宇宙擴張，新的物質會不斷產生。與大爆炸理論同時出現，而後來更多的證據指向有限年齡的宇宙模型。[20][21]

### 地理及氣象學
- 地平說：大地地表是平坦的。畢達哥拉斯、亞里士多德等均論證地球是球形的。1972年的“蓝色弹珠”更是彻底证明了地球是球形的。
- 陆桥說：以往各大陆有狭长的地峡（陆桥）相连，使生物能在各大陆互相走动，后来这些地峡慢慢沉到海洋中，才造成今日各大陆的独立。此一学说后被大陆漂移学说推翻。
- 雨隨犁至：1860年代一些科學家如齊魯斯·湯瑪斯認為耕作使降雨量增加。現今人們相信農作物的蒸騰作用能使地區雨量集中該處，但對整體氣候無大影響。

### 地質學
- 年輕地球創造論：隨地層學及地質學的發展普遍被科學界否定。
- 隱爆發：指以前未能以正常火山爆發解釋的爆炸痕跡，被認為可能是不尋常的火山活動或氣體爆作。後發現大多都是被侵蝕的撞击坑，現在已不再使用。[22]
- 水成論：由亞伯拉罕·戈特洛布·維爾納於18世紀晚期建立，主張地球一切的岩石都是在水中沉積形成。在當時與火成論有持續的爭論，而現今則知道岩石有不同種類的形成。
- 花崗岩化作用：流體將變質岩的鈣帶走並帶入鉀使之成為花崗岩。
- 膨脹地球說：大陸漂移是因地球膨脹所致的學說，為板塊構造論取代。[23]

### 心理學
- 兒童語言學習的純行為主義解讀：如伯爾赫斯·弗雷德里克·斯金納1957年提出藉操作制約學習語言的理論，[24]諾姆·杭士基在1959年強烈反對這論述。[25]它們亦逐漸被認知發展論取代。[26]

### 醫學
- 體液學說：古希臘哲學家認為人體是由四種體液構成，直至1628年威廉·哈維對循環系統的詳細描述及魯道夫·菲爾紹自1858年發展的細胞病理學等才完全否定。
- 屍毒中毒：從腐化生物發現的屍胺、腐胺等生物鹼於1883年被提出為導致食物中毒的原因。現今則認同細菌才是主因。

## 不完全的理論
- 孟德爾遺傳學：遺傳學的奠基理論，隨DNA及基因等的研究發展成現今的遺傳學。
- 經典力學：被量子力學及相對論等所補充。其在明顯低於光速[27]及在原子以上尺度[28]等條件下誤差可被忽略，為一般情況下的工程或物理研究所使用。
- 經典電磁學：被量子電動力學所補充。在微小尺度及弱電磁場中後者更為準確。
- 玻爾模型：對原子結構初始但重要的量子修正，但無法解釋更複雜原子的光譜等，為更新的量子理論所補充。
- 侵蝕輪迴說：曾被廣泛接受，但今只為許多地貌演化的過程之一。[29]
- 大陸漂移學說：對地球內部的運動理解完善後發展成板塊構造論。

## 被否定的物質或能量
- 以太：亞里士多德設想為維持天體運行的元素，後被19世紀的物理學家定作電磁波的傳播媒質。後被迈克耳孙-莫雷实验及再驗證的實驗否定。及後仍有其他理論借用以太或第五元素的稱號，但仍為假設。
- ：威廉·哈金斯1864年觀測貓眼星雲時發現兩條未知物質的譜線，假定為新的元素。[30]1927年艾拉·斯普拉格·鮑恩發現其為雙電離氧。[31][32]
- 白光環質（Coronium）：在1869年的日蝕查爾斯·奧古斯塔斯·楊及威廉·哈克尼斯在日冕觀察到未知物質的譜線，並假定為新的元素。華特·葛洛蒂安及約翰·埃德倫發現該物質為正13價鐵。[33]
- 安德鲁斯礦（Andrewsite）：尼维尔·斯托瑞-马斯基林在1871年首次描述的礦物，[34]以托马斯·安德鲁斯命名，1990年確定為數種礦物的混合物。[35]
- N射線：是布朗洛1903年提出的輻射類型，從大部分物質發出，並得到約120名科學家300份論文支持。[36]羅伯特·威廉姆斯·伍德在其重現實驗中偷作改動，但實驗者仍觀測到N射線。[37]這被認為是觀察者期望效應的案例。
- 雜磷鐵礦（Laubmannite）：克利福德·弗龙德尔在1949年首次描述的礦物，1990年確定為數種礦物的混合物。[34]
- 聚合水：弗德雅金在1961年聲稱發現水的新形態，具有與平常的水許多不同的特性。但在使用徹底清理過的實驗器具重現聚合水時只得到平常的水，於1973年得出其為摻有雜質的水的結論。[38]